# Chlorocichla
Chlorocichla es un género de aves paseriformes perteneciente a la familia Pycnonotidae.

## Especies
Contiene las siguientes especies:
- Chlorocichla laetissima – bulbul alegre;
- Chlorocichla prigoginei – bulbul de Prigogine;
- Chlorocichla flaviventris – bulbul pechiamarillo;
- Chlorocichla falkensteini – bulbul de Falkenstein;
- Chlorocichla simplex – bulbul sencillo.